# Abou Tall
Abou Tall, de son vrai nom Aboubacar Tall,  est un rappeur, chanteur et auteur-compositeur-interprète franco-sénégalais, né le 17 septembre 1991 à Paris.

## Biographie

### Débuts et The Shin Sekaï
Membre du groupe parisien Kla C-X de 2006 à 2012, puis de Wost en 2012, Abou Tall rencontre Dadju, au sein du label Wati B, avec qui il constitue le groupe The Shin Sekaï qui publie deux mixtapes et un album.

### Début de carrière solo,#SessionsetGhetto Chic(2016-2021)
En 2016, Dadju et Abou Tall annoncent sur les réseaux sociaux faire une pause dans leur carrière de groupe, et se lancent chacun dans un projet solo.
Abou Tall dévoile le premier morceau gratuit On connaît bien. En 2017 et 2018, il sort ses quatre nouveaux singles chez Wati B : Dos, Maillot jaune,, S.T.R.E.A.M et Rétro,. Au printemps 2018, c'est au tour d'Abou Tall de quitter le label Wati B et de créer son propre label, "Colombe Noire", pour la série DL.
En novembre 2019, il dévoile son nouveau titre Paris Centre,, le premier extrait de son premier album d'ici 2020.
Avant la sortie de son premier album, il avait sorti le nouveau titre Eau de Cologne, en featuring avec S.Pri Noir,. En mars 2020, il dévoile son nouveau titre Bosser,,, le troisième extrait de son prochain album.
Abou Tall sort un nouvel EP #Sessions le 15 avril 2020 en streaming et digital, juste avant son premier album.
Le 4 septembre 2020, Abou Tall sort son premier album studio solo, intitulé Ghetto Chic en collaboration avec Amine D1, S.Pri Noir, Dadju, Lynda et Lefa.

### Futura, Yakuza,ÉnergieetMonsieur Saudade(depuis 2022)
Le 1er mars 2022, Abou tall annonce un nouvel EP sans collaborations, Futura, qui sortira le 4 mars. Le même jour que la sortie de l'EP, sort le clip de Vrai. Le 5 mai 2022, il annonce son nouvel EP Yakuza qui contient une collaboration avec Chanceko, pour le lendemain.
Le 15 juillet 2022, il dévoile son nouvel EP de trois titres sans collaborations, Énergie. Puis en novembre, il ajoute un quatrième titre Réalise qui sera le premier extrait de son nouvel album.
Le 18 novembre 2022, Abou Tall dévoile son nouveau titre Réalise, premier extrait de son son nouvel album à venir. Le même jour, il dévoile le visualiseur de Réalise et le 10 mai 2023, son clip.
Le 21 avril 2023, il sort le titre Souviens-toi et le 14 juillet, Dernier train pour Marseille.
Le 24 novembre 2023, Abou Tall, sort son nouveau single Goodbye en featuring avec Aupinard, le premier extrait de son deuxième album. Le morceau a été nommé dans la catégorie du morceau R&B lors de la cérémonie des Flammes 2024.
Puis, le 9 février 2024, il annonce son deuxième album Monsieur Saudade en featuring avec Monsieur Nov & Aupinard pour le 23 février.

## Discographie

### Singles
- 2016 : Produit
- 2017 : On connaît bien
- 2017 : Dos
- 2017 : Maillot jaune
- 2017 : Stream
- 2018 : Rétro
- 2018 : Gentil
- 2018 : Marquer le pas
- 2018 : Visage
- 2018 : La vie en rose
- 2018 : Force
- 2019 : Paris Centre
- 2019 : Eau de Cologne (feat. S.Pri Noir)
- 2020 : Bosser
- 2020 : Mona Moore
- 2020 : Rat des villes
- 2020 : Cadenas (feat. Dadju)
- 2022 : Vrai
- 2022 : Yakuza
- 2022 : Un homme
- 2022 : Réalise
- 2022 : Souviens-toi
- 2023 : Dernier train pour Marseille
- 2023 : Goodbye (feat. Aupinard)
- 2025 : Cinq étoiles
- 2025 : Ronaldhinho (feat. Waaren Saada)

### Compilations avec Wati B
- 2013 : Les Chroniques du Wati Boss, Vol.1
- 2014 : Les Chroniques du Wati Boss, Vol.2

### Apparitions
- 2008 : Abou Tall feat. R.I.M. (Jarod) - Zoologie
- 2009 : Abou Tall feat. L'Institut - Bilan
- 2010 : L'Institut feat. Abou Tall - Holla at me Remix
- 2010 : Toxmo (Dr Bériz), R-Mak et Abou Tall - Coup de tête dans l'industrie
- 2010 : Jarod feat. Abou Tall et L.A.S - La capitale est en place
- 2010 : Volts Face feat. Abou Tall - On a toujours le choix
- 2010 : Riba feat. Abou Tall - On fait l'taff
- 2010 : Pheno Cry'x feat. Abou Tall - Trop opérationnel
- 2011 : L'Institut feat. Abou Tall - Dans la matrice
- 2012 : Jarod feat. Abou Tall - Personne
- 2012 : Jarod feat. Abou Tall, S.Pri Noir et Still Fresh - Demain
- 2013 : Maska feat. The Shin Sekaï - Loin des ennuis
- 2013 : L.I.O Pétrodollars feat. Abou Tall et Dr Bériz - Marche avec le boss (sur la compilation Les Chroniques du Wati Boss, Vol.1)
- 2013 : Dry feat. The Shin Sekaï - Au quotidien
- 2013 : L'Institut feat. The Shin Sekaï - Différent (sur l'album Équipe de nuit)
- 2013 : Kounta feat. Dr Bériz, Jarod et Abou Tall - Un Choix
- 2013 : Maître Gims feat. The Shin Sekaï, Orelsan et Insolent - Sharingan (sur l'EP Ceci n'est pas un clip)
- 2013 : Maître Gims feat. The Shin Sekaï - Ça marche (sur l'album Subliminal)
- 2014 : Red Cross feat. The Shin Sekaï - On arrive
- 2014 : Black M feat. The Shin Sekaï et Doomams - Je ne dirai rien
- 2014 : Cauet feat. The Shin Sekaï - Deluxe
- 2014 : Maska feat. Abou Tall - Relativise (sur l'album Espace-temps)
- 2014 : The Shin Sekaï, Dry, Dr Bériz, Abou Debeing - Billet facile (sur la compilation Les Chroniques du Wati Boss, Vol.2)
- 2014 : Hcue feat. Abou Tall, Abou Debeing, John K et Dadju - Tout s’efface (sur la compilation Les Chroniques du Wati Boss, Vol.2)
- 2014 : The Shin Sekaï, Dr Bériz, Lynda - À la recherche du bonheur (sur la compilation Les Chroniques du Wati Boss, Vol.2)
- 2014 : JR O Crom feat. Dr Bériz, Doomams et Abou Tall - Mes amis (sur la compilation Les Chroniques du Wati Boss, Vol.2)
- 2015 : Charly Bell feat. Abou Tall - Tulututu (sur l'EP C comme ça)
- 2015 : Franglish feat. Abou Tall et Abou Debeing - OH SHIT #AKTSKG
- 2016 : Major Lazer feat. The Shin Sekaï et Ariana Grande - All My Love (French Version)
- 2016 : The Shin Sekaï feat. Abou Debeing, S.Pri Noir et Franglish - Pablo Picasso
- 2016 : Hayce Lemsi et Volts Face feat. Abou Tall et S.Pri Noir - Célébrer
- 2016 : Sultan feat. R.E.D.K. (Carpe Diem), Six, Busta Flex, Abou Tall et Aladoum - Mal à la tête (Remix)
- 2016 : Ahmox feat. The Shin Sekai et Docteur Beriz - Monsieur l'Agent
- 2017 : Sianna feat. The Shin Sekai - N'essaie Pas
- 2017 : Ahmox feat. Abou Tall et Barack Adama - Elle donne
- 2018 : Lefa feat. Abou Tall - Insomnie (sur l'album 3 du mat)
- 2019 : Lefa - Sous la pleine lune (par Abou Tall) (sur l'album Fame/Famous)
- 2019 : Maska feat. Abou Tall, Kader Diaby 4real et Kenyon - Bas du dos (sur l'EP Préliminaires, Vol.2)
- 2019 : OR feat. Abou Tall et Dehmo - Arrêt no 3
- 2019 : Doums feat. Abou Tall - Besoin de personne (sur l'EP Pilote et Co)
- 2019 : Jewel Usain feat. Abou Tall - Tel #4
- 2021 : Capé - Gothen #4 feat. Abou Tall - I Daymolition
- 2021 : Niners (Tiiwa, Abou Tall, Yanslo, L2, Baks, Barack Adama) - Claro Que Si I Daymolition
- 2021 : Luni feat. Tobias Dray et Abou Tall - Fou (sur l'album X7)
- 2021 : Cashemire feat. Abou Tall - Chaque semaine
- 2022 : A2h feat. Abou Tall - Tourne en rond (sur l'album Une rose et une lame)
- 2022 : Barack feat. Abou Tall - Déjà (sur l'album Black House)
- 2023 : Marjinal feat. Lefa & Abou Tall - Catégorie
- 2024 : Amine D1 feat. Abou Tall - Temps que je perds

## Nominations
| Année | Travail nommé            | Cérémonie   | Catégorie                | Résultat   |
| ----- | ------------------------ | ----------- | ------------------------ | ---------- |
| 2024  | Goodbye (feat. Aupinard) | Les Flammes | La flamme du morceau R&B | Nomination |